# Manuel Guijarro Doménech
Manuel Guijarro Doménech (San Vicente del Raspeig, Alicante, 1963) es un ex ciclista profesional español.

## Biografía
Pasó a profesionales en el año 1986 con 22 años en el equipo Seat-Orbea, con nombres como los de Cabestany o Marino Lejarreta, como compañeros.
Después fichó por Kelme y el Puertas Mavisa. Guijarro permaneció siete años en el campo profesional, donde hay que destacar las cinco participaciones en la Vuelta a España y la participación en el Tour de Francia de 1989.
Tras su retirada, Guijarro abrió una tienda de bicicletas en San Vicente del Raspeig.

## Palmarés
- 3º en la Vuelta a Navarra 1984
- Contrarreloj por equipos en la Vuelta a los Valles Mineros 1986
- Vuelta a la Comunidad Valenciana 1986 : mejor joven
- Vuelta a Murcia 1989 : gran premio de la montaña
- Criterium ciudad de Castalla 1990
- segundo en la general de las metas volantes Vuelta a España 1991

## Equipos
- Seat-Orbea (1986)
- Caja Rural-Seat (1987)
- Kelme (1988-1989)
- Puertas Mavisa (1990-1991-1992)